# Archineura
Archineura is een geslacht van libellen (Odonata) uit de familie van de beekjuffers (Calopterygidae).

## Soorten
Archineura omvat 2 soorten:
- Archineura hetaerinoides (Fraser, 1933)
- Archineura incarnata (Karsch, 1891)